# Visite sous-marine du Maine
Visite sous-marine du Maine je francouzský němý film z roku 1898. Režisérem je Georges Méliès (1861–1938). Film trvá zhruba jednu minutu. Premiéru měl v první polovině roku 1898.
Film měl dobrý ohlas a je považován za nejlepší ze všech čtyř filmů, které Méliès věnoval tématu španělsko-americké válce. Pro podvodní efekt bylo mezi kamerou a kulisou s herci umístěno akvárium s rybičkami a dále se využilo rekvizity figuríny, která představovala mrtvolu amerického námořníka.

## Děj
Tři potápěči prozkoumávají vrak amerického křižníku USS Maine, potopeného na dně přístavu Havany. Všichni mají skafandry s dlouhými hadicemi pro kyslík a pomáhají vytáhnout mrtvá těla námořníků.